# August Förster (színművész)
August Förster (Lauchstädt, 1828. június 3. – Semmering, 1889. december 23.) német színész és színigazgató.

## Pályafutása
Halléban teológiát és filológiát tanult, azután színésznek állt. Először 1851-ben lépett fel, 1853-ban Posenben játszott, 1855-ben a bécsi Burgszinházban vendégszerepelt, majd Stettinben, Danzigban, Boroszlóban működött. 1858-ban a Burgszínházhoz szerződtették, 1876—82-ben a lipcsei városi színház igazgatója volt, 1883-ban a berlini Deutsches Theater társtulajdonosa és másodigazgatója lett. 1888-ban a bécsi Hofburgszinház igazgatójává nevezték ki. Szerepeiben különösen természetességével, azok mély átérzésével és hangjának kifejező melegségével tűnt ki. Számos francia darabot átdolgozott. Az 1870-es és 1880-as évek elején a budapesti német színházban is gyakran vendégszerepelt. Fia, August pedig tagja volt a Lesser-társulatnak. 

## Forrás
- A Pallas nagy lexikona, 7. kötet: Fekbér-Greszt (1894) 486. old.. adt.arcanum.com. (Hozzáférés: 2022. december 18.)